# Charles Shelton
Charles Shelton, detto Charlie (Nottingham, 22 gennaio 1864 – 1899), è stato un calciatore inglese.
Era il fratello maggiore di Alf Shelton, anch'egli calciatore della nazionale inglese.

## Carriera

### Club
Formatosi nel Junior Football, giocò nel Notts Rangers, club con cui raggiunse la nazionale, e dal 1888 al 1892 militò nel Notts County.

### Nazionale
Shelton disputò il 7 aprile 1888 un incontro nella nazionale dell'Inghilterra, valido per il torneo Interbritannico del 1888, contro l'Irlanda, che gli inglesi vinsero per 5-1.
Il torneo terminò con la vittoria finale inglese.

## Palmarès

### Nazionale
- Torneo Interbritannico: 1

1888